# Lista de prefeitos de Candói
Esta é a lista de prefeitos e vice-prefeitos do município de Candói, estado brasileiro do Paraná.
| Nº | Nome                         | Partido | Vice-prefeito                          | Início do mandato     | Fim do mandato         | Observações                                            |
| 1  | Elias Farah Neto             | PST     | Anselmo Albino Amâncio (PFL)           | 1º de janeiro de 1993 | 31 de dezembro de 1996 | Primeiro prefeito e vice eleitos em sufrágio universal |
| 2  | Waltzer Donini               | PPB     | Nerci Ceriaco de Oliveira Lopes        | 1º de janeiro de 1997 | 31 de dezembro de 2000 | Prefeito e vice eleitos em sufrágio universal          |
| 3  | Elias Farah Neto             | PSDB    | César Antonio Bottin                   | 1º de janeiro de 2001 | 31 de dezembro de 2004 | Prefeito e vice eleitos em sufrágio universal          |
| 4  | Maurício Mendes de Araújo    | PMDB    | Vilson Kraus de Lima (PTB)             | 1º de janeiro de 2005 | 31 de dezembro de 2008 | Prefeito e vice eleitos em sufrágio universal          |
| 5  | Elias Farah Neto             | PSDB    | Gilvan Francisco Czarnieski (PSDB)     | 1º de janeiro de 2009 | 31 de dezembro de 2012 | Prefeito e vice eleitos em sufrágio universal          |
| 6  | Gelson Kruk da Costa         | PT      | Jeferson Morandi (PRB)                 | 1º de janeiro de 2013 | 31 de dezembro de 2016 | Prefeito e vice eleitos em sufrágio universal          |
| 6  | Gelson Kruk da Costa         | PTB     | Christian Turra Picolo (PPS)           | 1º de janeiro de 2017 | 31 de dezembro de 2020 | Prefeito reeleito e vice eleito em sufrágio universal  |
| 7  | Aldoino Goldoni Filho (Dino) | PSC     | Aurimar Teixeira da Rosa (Grosso) (PL) | 1° de janeiro de 2021 | 31 de dezembro de 2024 | Prefeito e vice eleitos em sufrágio universal          |
| 7  | Aldoino Goldoni Filho (Dino) | PSD     | Aurimar Teixeira da Rosa (Grosso) (PL) | 1° de janeiro de 2025 | Atual                  | Prefeito e vice reeleitos em sufrágio universal        |